# Лукино (Палехский район)
Лукино́ — деревня в Палехском районе Ивановской области. Находится в Раменском сельском поселении.

## География
Находится в 7,5 км к северу от Палеха (12.5 км по автодорогам).

## Население
| 1859 | 1905 | 2010 |
| ---- | ---- | ---- |
| 249  | ↘59  | ↘2   |